# Депутат
Депутатите или членовете на парламента това са представителите на гласоподавателите в парламента. В много страни с двукамарна парламентарна система депутатът е член на долната камара на парламента, докато горната камара често има друго име – сенат и следователно различна титла за своите членове – сенатор. Депутатите или членовете на парламента упражняват законодателната власт.
Членовете на парламента образуват парламентарни групи на депутати от една и съща политическа партия.

## Обединеното кралство
Обединеното кралство има членове от три различни парламенти:
- Парламент на Обединеното кралство
- Европейски парламент
- Шотландски парламент

и две събрания:
- Събранието на Северна Ирландия
- Националното събрание на Уелс

## България
В България има 240 членове на парламента (Народно събрание), наречени народни представители. Броят на народните представители във Велико народно събрание е 400. Велико народно събрание се свиква, когато е необходима промяна на Конституцията. В модерната история на България Велико народно събрание е имало 7 пъти: 1879, 1881, 1886, 1893, 1911, 1946 и 1990 г.